# Wim is weg
Wim is weg is een oorspronkelijk Nederlandstalig boekje uit de verder overwegend uit het Engels vertaalde Gouden Boekjes-reeks. Het werd in 1959 voor het eerst uitgegeven door De Bezige Bij, als nummer 35 in de serie.
Het boekje is zowel geschreven als van tekeningen voorzien door Rogier Boon, die het schreef als eindexamenwerkstuk voor de Gerrit Rietveld Academie (destijds de Amsterdamse Kunstnijverheidsschool). Tot 2014 werd Annie M.G. Schmidt als auteur vermeld.

## Verhaal
Wim krijgt voor zijn verjaardag een fiets. Hij is dolblij en besluit dat hij hiermee helemaal naar Spanje wil fietsen. Vervolgens wordt Wim als vermist opgegeven en de hele stad gaat naar hem op zoek. Uiteindelijk vinden ze Wim slapend midden in het bos en ze brengen hem terug naar zijn ouders.

## Auteursrechtenkwesties
Wim is weg is onderwerp geweest van meerdere auteursrechtelijke geschillen. De Amerikaanse uitgevers van de Gouden Boekjes vonden dat zij het patent op de serie hadden. De Bezige Bij, die tot 2001 de Gouden Boekjes uitgaf, vermeldde lange tijd uitsluitend Schmidt als auteur in het boekje. Na de overname van de serie door Rubinstein 2001 werd Wim is weg uit de handel genomen vanwege een nieuw conflict over de auteursrechten. De broer van Rogier Boon had een jaar eerder in een brief aan Het Parool onthuld dat Boon zowel de tekst had geschreven als de illustraties gemaakt, terwijl Boon tot dan toe alleen als tekenaar was genoemd. In 2014 werd het geschil uiteindelijk opgelost waarna de publicatie van het boekje kon worden hervat, nu met vermelding van Rogier Boons naam als auteur en als illustrator.

## Klassieke muziek
Wim is weg is door componist Maarten Regtien als liedtekst gebruikt in het (klassieke) lied voor tenor en piano.